# Acason Motor Truck Company
Acason Motor Truck Company war ein US-amerikanischer Hersteller von Nutzfahrzeugen.

## Unternehmensgeschichte
Das Unternehmen wurde 1915 in Detroit in Michigan gegründet. Im gleichen Jahr begann die Produktion von Lastkraftwagen. Der Markenname lautete Acason. 1925 endete die Produktion.

## Fahrzeuge
Zunächst standen drei Modelle im Sortiment. Das kleinste bot 0,5 Tonnen Nutzlast, das mittlere 2 Tonnen und das größte 3,5 Tonnen Nutzlast.
1917 kam eine Version mit 1,5 Tonnen Nutzlast dazu und 1918 ein Fünftonner. Außerdem erschien in dem Jahr ein Traktor in leichter und schwerer Ausführung.
1921 beschränkte sich das Sortiment auf Lkw mit 2,5 und 3,5 Tonnen Nutzlast. Sie hatten Vierzylindermotoren von Waukesha Engines.